# Spezialtiefbau

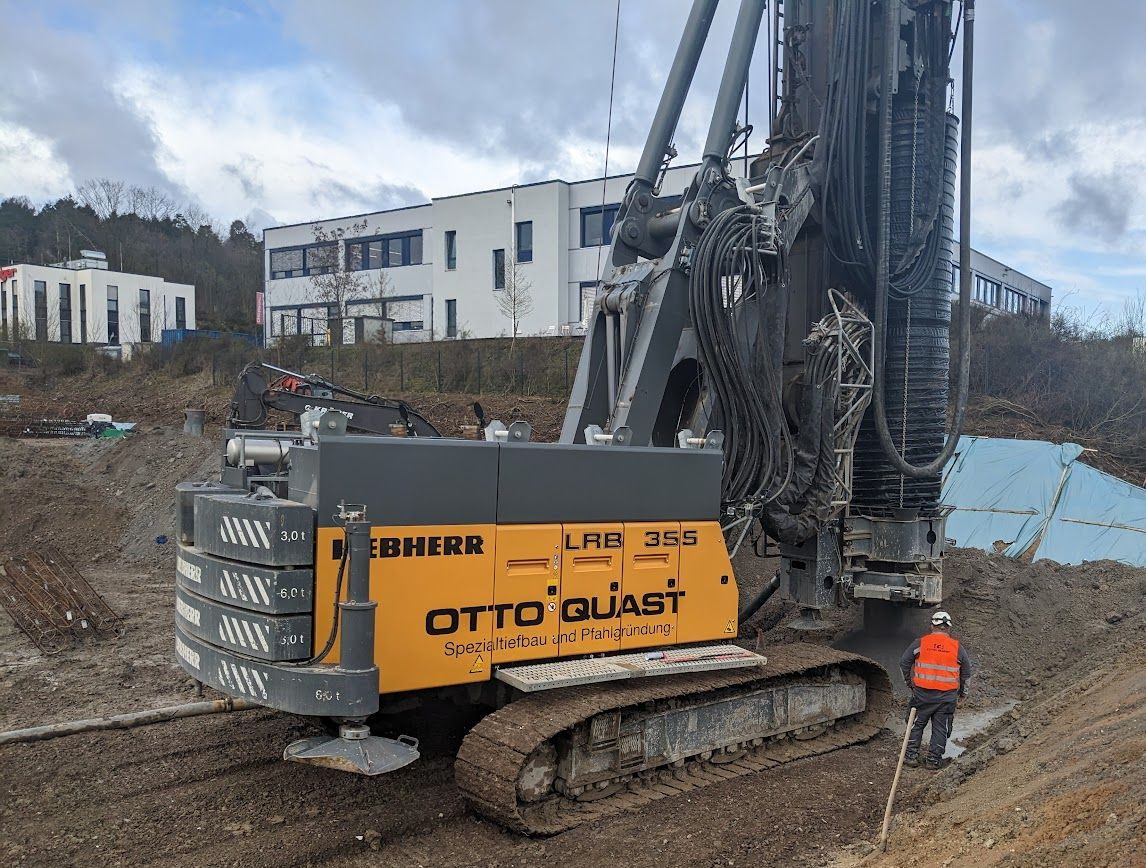
Ein Bohr- und Rammgerät der Fa. Liebherr, welches zur Ausführung von einem sehr breiten Spektrum der im Spezialtiefbau anwendbaren Verfahren geeignet ist.

Als Spezialtiefbau werden Verfahren und Methoden bezeichnet, mit denen die mechanischen Eigenschaften des Baugrunds verbessert, Gebäudelasten auf tief liegende tragfähige Bodenschichten übertragen und Gründungen unter Grundwasser hergestellt werden. Es können mit diesen Verfahren u. a. auch Hänge und Geländesprünge gesichert und das Zu- oder Unterströmen von Grundwasser in und unter Bauwerken (Tunnelbauten, Staudämme, u. ä.) verhindert werden. Zur Planung von Spezialtiefbaumaßnahmen sind spezielle Kenntnisse/Erfahrungen in der Boden- und Felsmechanik erforderlich. Zu ihrer Ausführung werden in der Regel spezielle Maschinen eingesetzt, und die damit verbundenen  Ausführungsrisiken können nur durch besonders darauf spezialisierte Unternehmen beherrscht werden. Nicht nur kann das Produkt, also beispielsweise ein Düsenstrahlkörper oder ein Bohrpfahl, so tief im Baugrund liegen, dass eine direkte Prüfung der Abmessungen und der Funktionsfähigkeit nicht möglich ist, sondern sind in der Regel auch die inhomogene Zusammensetzung und die (i. d. R. auch anisotropen) Eigenschaften des Baugrundes (Lockerboden/Fels) nur unzureichend für die Wahl der Werkzeuge und die Einschätzung der erzielbaren Leistung (Einheiten/Zeit) im Voraus zu erkunden oder ausreichend zu beschreiben. Aufgrund der stetig fortschreitenden Entwicklung der Technik im Bauwesen lässt sich der Bereich des Spezialtiefbaus nicht immer klar vom allgemeinen Tiefbau abgrenzen.
Dem Spezialtiefbau werden etwa Verfahren/Techniken zur Erstellung von Bohrpfählen, Schlitzwänden, Schmalwand, Baugrundinjektion, Bodenvereisung, Bodenverdichtung mittels Rütteldruck- und Stopfverfahren, und Baugrubenwänden, Hochdruckinjektionsverfahren sowie Böschungs- und Hangsicherungsverfahren – insbesondere unter Verwendung von Verpressankern – zugerechnet.